# General Motors
General Motors Company (GM) (NYSE: GM, TSX: GMM.U

) er et amerikansk multinationalt produktionsselskab inden for bilindustrien med hovedkontor i Detroit i Michigan i USA. Målt på salg var GM den største amerikanske bilproducent i 2022, og nr. 6 i verden målt på antal solgt enheder. GM var i 77 år verdens største bilproducent, indtil GM i 2008 mistede denne placering til Toyota.
General Motors har fabrikker i otte lande. GM's fire vigtigste mærker er i dag Chevrolet, Buick, GMC og Cadillac. GM har også ejerandele i de kinesiske mærker Baojun og Wuling gennem et samarbejde med SAIC Motor. Herudover ejer GM en række andre virksomheder, der er relateret til bilindustrien (herunder et finansieringsselskab) samt en division, der leverer køretøjer og løsninger til forsvarsindustrien.
I januar 2021 annoncerede GM planer om inden 2035 at stoppe produktion og salg af køretøjer, der bruger forbrændingsmotorer, herunder hybridbiler og plug-in hybrider.
Selskabets historie går tilbage til 1908, da det oprindelige General Motors blev etableret som et holdingselskab for Buick, der på daværende tidspunkt var den største producent af hestetrukne vogne. Den nuværende juridiske enhed blev etableret i 2009 efter at General Motors havde søgt om en rekonstruktion, der endte med konkurs af det gamle General Motors.

## Historie

### 1908-1939: Grundlæggelse og ekspansion
I 1900 var William C. Durants Durant-Dort Carriage Company i Flint i Michigan USA's største producent af hestetrukne køretøjer. Durant var skeptisk over for at gå ind i bilprodukton, men købte i 1904 Buick Motor Company, der bl.a. fremstillede motorer. I 1908 etablerede Durant General Motors Company som et holdingselskab med partneren Charles Stewart Mott, og Durant lagde Buick ind under GM. Senere på året købte General Motors Olds Motor Works. Det følgende år opkøbte GM en stribe amerikanske bil- og motorproducenter: Cadillac, Elmore, Welch, Cartercar, Oakland (forgængeren til Pontiac), The Rapid Motor Vehicle Company og Reliance Motor Car Company (forgængeren til GMC).
Durant forsøgte også med bestyrelsens godkendelse at købe Ford Motor Company, men manglerede $2 millioner til at betale for selskabet. Den aggressive opkøbsstrategi for lånte penge medførte, at bankerne i 1910 krævede, at Durant forlod GM's bestyrelse. Bankernes reaktion var delvist påvirket af den kortvarige økonomiske krise, der opstod i 1910 og 1911 som følge af de amerikanske myndigheders krav om opsplitning af monopolerne Standard Oil og American Tobacco Company.
I 1911 fik Cadillac patent på den først startmotor, og samme år stiftede Durant Chevrolet sammen med den schweiziske racerkører Louis Chevrolet.
I 1916 blev GM omorganiseret som et aktieselskab i Detroit som General Motors Corporation og blev børsnoteret. I 1917 var Chevrolet blevet så stor en succes, at Durant ved hjælp fra forretningsmændene Samuel McLaughlin og Pierre S. du Pont kunne købe en kontrollerende aktiepost i det nye børsnoterede General Motors. Chevrolet Motor Company blev lagt ind under GM den 2. maj 1918, og samme år købte GM United Motors og McLaughlin Motor Car Company, der blev omdannet til General Motors of Canada Limited. I 1919 købte GM køleskabsproducenten Guardian Frigerator Company, der blev omdannet til Frigidaire. Samme år grundlagde GM et finansieringsselskab til sine kunder, General Motors Acceptance Corporation (GMAC).
I 1920 foranledigede du Pont, at Durant atter blev fyret fra GM, og erstattet af Alfred P. Sloan. På dette tidspunkt konkurrerede GM med Ford, hvis strategi var alene at levere Model T fra 1908, der kunne fremstilles i store mængder. Sloan indførte årlige modelændringer i GM's produktprogram, der fik de ældre biler til at se "gamle" ud og fik skabt et marked for brugte biler. Sloan indførte også en pris- og mærkestrategi, hvor han prisede de forskellige mærker fra billigst til dyrest: Chevrolet, Pontiac, Oldsmobile, Buick og Cadillac.
I 1921 udviklede Thomas Midgley Jr., der var ansat ingeniør hos GM, tetraetylbly (blyholdig benzin) som et middel mod motorbanken. GM fik patent på opfindelsen, der muliggjorde udvikling af kraftigere og mere effektive motorer. GM's ledelse var bekendt med de helbredsrisici, som tetraetylbly påfører miljøet og mennesker.
GM ønskede at ekspandere i Europa og etablerede i 1923 et selskab i København, General Motors International A/S, der etablerede en samlefabrik i Sydhavnen. I 1925 købte GM britiske Vauxhall Motors for $2,5 millon. I 1929 købte GM 80% af Opel, der på daværende tidspunkt have en markedsandel på 37,5% i Europa, for 26 millioner dollar. De sidste 20% blev købt i 1931.
GM ekspanderede i 1920'erne og påbegyndte også produktion af flymotorer og dieselmotorer.
I 1933 købte GM en kontrollerende del af flyproducenten North American Aviation og fusionerede selskabet med General Aviation Manufacturing Corporation.
GM gik i 1939 ind på forsikringsmarkedet med Motors Insurance Corporation og udviklede samme år det første succesfulde automatgear, der blev leveret med GM Oldsmobile fra 1940.
Eksempler på GM's modeller i tiden indtil 1939
- Buick B-35 Phaeton (1914)
- :Cadillac 4335 V16 Convertible Coupe (1930)
- Chevrolet Independence (1931)
- Oldsmobile 30 ST Sport Touring (1924)
- Pontiac Deluxe Six 4-dør Sedan Type 26 (1939)

### 1939-1945: General Motors under 2. verdenskrig
General Motors producerede enorme mængder våben, køretøjer og fly til den allierede krigsindsats under 2. Verdenskrig. Selskabets multinationale karakter indebar, at de amerikanske, canadiske og britiske interesser leverede til den allierede krigsindsats, hvorimod det tyske datterselskab Adam Opel AG leverede til aksemagternes krigsindsats. I foråret 1939 havde den tyske regering overtaget den daglige kontrol over amerikansk ejede fabrikker i Tyskland, men besluttede ikke at nationalisere dem fuldstændigt. Kort efter krigen brød ud, blev Opel nationaliseret.
General Motors blev det selskab, der fik de største kontrakter med den amerikanske regering under krigen og havde et tæt forhold til regeringen. GM's præsident, dansk-amerikaneren William S. Knudsen, fik i 1940 ansvaret for den samlede amerikanske krigsproduktion, og fra 1942 var GM's totale produktion i Nordamerika omstillet til krigsproduktion. Det britiske datterselskab Vauxhall Motors fremstillede ligeledes krigsmateriel, herunder Churchill tank-serien, der fik stor betydning for de Allieredes kampagne i Nordafrika. Vauxhalls lastbilsdivision Bedford Vehicles fremstillede 500.000 køretøjer til det britiske militær. Ud over produktion af motorkøretøjer til de allierede, var GM også en stor producent af fly.
General Motors' tyske datterselskab Adam Opel AG var uden for det amerikanske moderselskabs kontrol under Anden Verdenskrig. Der har dog været rejst kritik af, at GM hjalp til med at sætte gang i den tyske krigsmaskine, og at GM inden nazisternes overtagelse af Opel profiterede af det tyske selskab. GM modtog også kritik af at have foretaget en skattemæssig nedskrivning af værdien af Opel til nul, hvilket gav et skattefradrag på 22,7 millioner dollars, men efter krigen modtog GM omkring 32 millioner dollars i krigserstatning, fordi de allierede havde bombet dets tyske fabrikker.

### 1945-1969: Fortsat ekspansion
I begyndelsen af 1950'erne var General Motors den største virksomhed i USA og den største arbejdsgiver i verden, når bortses fra de statsejede virksomheder i USSR. I januar 1953 blev GM's topchef Charles Erwin Wilson af præsident Dwight D. Eisenhower udpeget til USA's forsvarsminister.
Ekspansionen fortsatte i 1950'erne med opkøb men med fortsat fokus på de fem bilmærker Cadillac, Buick, Oldsmobile, Pontiac og Chevrolet. Den amerikanske bilindustri udviklede i 1950'erne større og større modeller i en stil, der lagde vægt på chrom, halefinner og generel overdådighed, og de to store producetner GM og Ford konkurrerende op igennem 1950'erne ivrigt om at gøre modelprogrammet mere og mere prangende. Suez-krigen i 1956 og den deraf følgende kraftige stigning i oliepriserne medførte efter 1957, at moden gik i retning af mindre prangende modeller. Op igennem 1950'erne voksede GM også i Europa, hvor de europæiske mærker Vauxhall og Opel opnåede stigende salg.
I 1960'erne introducerede GM verdens første turboladede bilmotor i GM's Oldsmobile Cutlass Turbo-Jetfire.
Tilsvarende blev GM's hidtidige skarpe opdeling mellem de forskellige mærker mindre markant, da GM begyndte at benytte sine kraftige motorer fra Chevrolet og Pontiac i modeller fra Oldsmobile og Buick, og den hidtidige skarpe opdeling med stigende prestige fra Chevrolet over Pontiac, Oldsmobile og Buick til Cadillac blev udvisket. GM introducerede Chevrolet Corvair med en luftkølet række-6 som svar på Volkswagen Beetle, der havde opnået overraskende succes i USA, og introducerede Chevy II for at matche Fords succes med den konventionelle Falcon, ligesom Chevrolet Camaro/Pontiac Firebird blev modsvaret til Ford Mustang. I midten af 1960'erne blev de fleste af GM's amerikanske modeller bygget på de samme platforme, en udvikling, der blev fortsat i 1970'erne.
GM's image blev i 1960'erne udfordret af problemer med Chevrolet Corvair. Corvair blev introduceret i 1959 som en 1960-model og opnåede hurtigt popularitet. Corvair var den første amerikanske bil med luftkølet hækmotor og benyttede affjedringssystem som benyttet i europæiske moddeller, bl.a. Renault Dauphine og Folkevogns "Boble". Den for amerikanske biler specielle konstruktion gav hurtigt bilen et ry for at have sikkerhesproblemer, hvilket ledte til udgivelsen af bogen Unsafe at any speed i 1965 skrevet af den amerikanske forbrugeraktivist og advokat Ralph Nader. På trods af, at bilens sikkerhed ikke adskilte sig væsentligt fra øvrige amerikanske modeller, medførte den massive omtale at salget stort set ophørte og GM lod modellen udgå i 1969.
Eksempler på GM-modeller i 50'erne og 60'erne
- 1968 Buick Riviera Gran Sport
- Halefinner på 1959 Cadillac-model
- Chevrolet Corvair cabriolet 1962
- Oldsmobile Eighty-eight 1958
- Pontiac Bonneville fra 1958

### 1970-1979: Fortsat førerposition, men ridser i lakken
På trods af problemerne med Chevrolet Corvair var GM fortsat verdens største bilproducent ved indgangen til 1970'erne. GM's førerposition blev understreget af, at den første bil på Månen i 1971, Lunar Roving Vehicle, blev udviklet og fremstillet af GM i et samarbejde med Boeing.
GM fortsatte den teknologiske innovation og introducerede som den første bilproducent i 1972 ABS-bremser som standard på sine modeller Toronado and Eldorado. og i 1973 introducerede GM de første masseproducerede bil med mulighed for tilvalg af airbag som ekstraudstyr. Det amerikanske marked tog dog ikke imod airbag'en, der kort efter udgik af produktion. GM udstyrede fra 1975 sine modeller med katalysator.
GM udviklede også nye motorer i 1970'erne. I 1971 introducerede GM Chevrolet Vega, en efter amerikanske forhold lille bil (en "subcompact"), der skule konkurrere med den stigende import fra Europa og Japan, og udstyrede denne med en nyudviklet aluminiummotor. Motoren havde dog mange problemer og udgik allerede i 1977. Herefter forsøgte GM at udvikle dieselmotorer til sine personbiler, hvilket imidlertid blev en dundrende fiasko. Som følge af oliekrisen i 1973 omlagde GM som de øvrige bilproducenter sit modelprogram til at fremstille mindre biler.
GM salg af Oldsmobile gik i 1970'erne strygende og mærket havde ry for at være en kvalitetsbil. GM kunne dog ikke følge med efterspørgslen på V8-motorer til Oldsmobile og begyndte at levere Oldsmobile med motorer fra Chevrolet uden at gøre køberne opmærksom på dette. Da kunderne opdagede, at deres Oldsmobile var leveret med de mindre prestigefyldte Chevrolet-motor opstod endnu en gang stærk kritik i medierne af GM med deraf følgende sagsanlæg og prestigetab for GM.
GM havde i USA fortsat en førerposition på blmarkedet, men GM blev presset af konkurrencen fra udlandet, særlig fra Japan og Europa. GM, der tidligere havde siddet på 60% af det amerikanske marked havde i 1980 en markedsandel på 46%.
I Europa, hvor Ford var større end GM, fulgte GM Fords strategi med sammenlægning af sine europæiske mærker, idet det blev besluttet at lægge britiske Vauxhall og tyske Opel sammen. De britiske og tyske modeller ville herefter være (næsten) identiske, men fortsat solgt under hver sit mærke, Vauxhall i Storbritannien og Irland og Opel i resten af Europa. GM havde fortsat en betydelig markedsandel i Europa, kun overgået af Ford og Volkswagen.
GM solgte i 1979 sin køleafdeling Frigidaire, der i flere år havde været tabsgivende.
Eksempler på GM-modeller i 1970'erne
- Buick Electra 1978
- Cadillac Eldorado fra 1970'erne
- Chevrolet Vega Coupe 1971
- Oldsmobile Delta 88 1978
- Pontiac Ventura 1975

### 1980'erne: Omkostningsstyring og ekspansion til nye forretningsområder
De første af af 1980'erne var præget af recession, hvilket medførte faldende indtjening i GM. Selskabets nye topchef Roger B. Smith gennemførte omfattende investeringer i automatisering af fabrikkerne og opnåelse af stordriftsfordelei produktionen på tværs af de mange GM-mærker. GM introducerede i januar 1985 et nyt GM-mærke, Saturn, der med sine mindre biler skulle konkurrere mod de stadig flere importerede japanske biler.
GM introducerede i 1982 nye modelserier baseret på "J-platformen", en platform til "compact cars". J-platformen blev benyttet ikke blot til de amerikanske modeller, men også til de europæiske modeller (Vauxhall og Opel) og i Sydamerika og Australien. Biler på J-platformen var i Nordameriaka bl.a. Chevrolet Cavalier og Pontiac Sunbird og i Europa Opel Ascona C.
GM var i 1980'erne tillige præget af ønsket om diversificering, d.v.s. at udvide forretningsområderne til at omfatte mere end produktion af biler. Under GM's leder, CEO Roger Smith, var målet, at mindst 10% af omsætningen skulle komme fra andre forretningsområder end bilproduktion. GM gik ind i komponentproduktion til harddiske og købte i 1984 virksomheden Electronic Data Systems af Ross Perot for 2,5 milliard dollar. GM gik også ind på realkreditmarkedet gennem GMAC, der indtil da "kun" havde været finansieringsselskab for bilkøb, men nu også finansierede handel med fast ejendom. GM købte i 1985 Colonial Mortgage og dele af Norwest Mortgage in 1985, herunder en 11 mia. dollar låneportefølje. Samme år købte GM også Hughes Aircraft Company. I 1988 købte GM en 15% andel af AeroVironment, en amerikansk teknologivirksomhed, der i dag bl.a. fremstiller avanceret drone-teknologi.
I Europa opkøbte GM 59,7% i 1986 af den britiske sportsvognsproducent Lotus Cars. og i 1989 købte GM 50% af Saab Automobile for 600 millioner dollar.
GM afviklede i 1980'erne sin lastbilsproduktion. Produktionen af mindre lastbiler blev overtaget af Isuzu og de tunge lastbiler blev gradvist solgt til Volvo gennem et joint venture.
GM's økonomi blev gradvist bedret i takt med det internationale opsving i den globale økonomi i midten og slutningen af 1980'erne.
Eksempler på GM-modeller i 1980'erne
- Buick Electra 1985
- Cadillac Seville fra 1988
- Chevy Cavalier Sedan fra omkring 1985.jpg
- Oldsmobile Delta 88 1987
- Pontiac Sunbird baseret på J-platformen

### 1990'erne: Nær konkurs og genopretning
1990'erne blev indledt med endnu en recession, der ramte autoindustrien og GM hårdt. GM fik enorme tab i 1991 til 1993, hvilket tvang GM's nye topchef Jack Smith til omfattende restruktureringer af selskabet samt frasalg af forretningsaktiviteter. I 1993 frasolgte GM Lotus Cars til Bugatti, og i 1996 blev Electronic Data Systems solgt fra. Året efter, i 1997, solgte GM sin militærdivision, Hughes Aircraft Company, til Raytheon Company for $9,5 milliard betalt med aktier og ved at overtage gælden i HUC.
GM koncentrerede sig i 1990'erne om at genoprette bilforretningen. I 1990 præsenterede GM den første moderne amerikanske elbil, General Motors EV1, der blev sendt på markedet i 1996, hvor den kunne lejes/leases, men ikke købes. GM afviklede imidlertid i 1999 projektet og købte de leasede biler tilbage fra kunderne.
GM's tiltag til genopretning af selskabet bar frugt, og i løbet af 1990'erne steg indtjeningen, og de tabte markedsandele blev gradvist vundet tilbage, særlig takket være de amerikanske forbrugeres interesse for GM's SUV'ere og pick-up trucks. I Europa havde spanieren José Ignacio López de Arriortúa, kaldet "Super Lopez", haft stor succes med at bringe Opel på fode igen, ligesom han også havde gennemført succesfuld omkostningsstyring af GM's underleverandører. Få timer inden han skulle offentliggøres som topchef for GM's nordamerikanske aktiviteter, blev det offentliggjort, at han i stedet tiltrådte i en topstilling i Volkswagen. Skiftet udløste en retssag, hvor GM hævdede, at López havde lækket forretningshemmeligheder til VW. Sagen blev afsluttet med forlig, hvor VW betalte GM 100 millioner $ og forpligtede sig til at købe dele for 1 milliard $ fra GM.
Ved udgangen af 1999 havde GM vundet markedsandele tilbage, og aktiekursen nåede i april 2000 op på rekordhøje 93,63$ pr. aktie og værdien af selskabet rundede 50 milliarder $.
Eksempler på GM-modeller i 1990'erne
- Buick genoplivede Roadmaster-mærket i 1991 med Buick Roadmaster
- Cadillac Catera blev introduceret som en lille Cadillac i 1997. Den havde samme undervogn som Opel Omega
- Anden generation af Chevrolet Lumina introduceret i 1995
- Oldsmobile Alero introduceret i 1998. Bilen blev i Europa solgt under Chevrolet-mærket
- Pontiac Sunfire i coupéudgave. Sunfire blev introduceret i 1995 baseret på en opdateret udgave af J-platformen

### 2000'erne: Finanskrise, konkurs og genopståen
General Motors' topchef Jack Smith havde i sin tid gennemført en effektiv "turn around" af GM i 1990'erne og trådte i februar 2000 tilbage, hvorefter topposten i virksomheden blev overtaget af Rick Wagoner. Måneden efter blev det offentliggjort, at GM overtog 20% af italienske Fiat mod betaling af 5,1% af GM's aktiekapital (baseret på en vurdering af, at GM var knap fire gange så værdifuld i forhold til Fiat). Senere på året opkøbte GM de sidste 50% af Saab Automobile, der herefter blev helejet datterselskab i GM-koncernen. I slutningen af 2000 offentliggjorde GM, at de ville udfase det over 100 år gamle Oldsmobile-mærke.
Forretningsmæssigt blev GM hårdt ramt af sammenbruddet på aktiemarkedet, der fulgte IT-boblens bristen. De voldsomme fald på aktiemarkederne ramte ikke blot teknologivirksomhederne, men også almindelige virksomheder. Ydermere påhvilede der GM store forpligtelser til at betalte pension til sine tidligere og daværende medarbejdere, og med faldet i aktierne kunne GM ikke afdække sine pensionsforpligtelser. GM købte dog i 2002 det koreanske bilmærke Daewoo Motors, der var gået konkurs.
Samarbejdet med Fiat gik ikke som forventet, og GM måtte i 2005 betalte 2 milliarder $ for at komme ud af aftalen.
Årtiet var præget af, at GM havde en anstrengt økonomi og ikke kunne foretage investeringer i udvikling af nye modeller, og GM mistede markedsandele. GM havde i 2004 endeligt indstillet produktionen af Oldsmobile, og koncentrerede sig herefter om sine resterende mærker. I Europa genintroducerede GM i 2005 Chevrolet-mærket i form af biler fra Daewoo Motors, der i Europa blev solgt under Chevrolet-mærket.
GM's økonomiske problemer blev kraftigt forøget, da Finanskrisen ramte det amerikanske og det udenlandske marked med fuld styrke i 2007 og de følgende år. Det globale bilsalg faldt drastisk, og GM og den øvrige amerikanske autoindustri måtte søge økonomisk støtte fra den amerikanske regering. Efter GM havde modtaget 17,4 milliarder $ i støtte fra den amerikanske stat uden at være lykkedes med en reorganisering af virksomheden, forlangte den amerikanske regering i marts 2009, at Rick Wagoner fratrådte som koncernchef. Den 8. juni 2009 søgte General Motors konkursbeskyttelse under chapter 11 i den amerikanske konkurslov.. Den 10. juli 2009 solgte General Motors sine aktiver og aktierne i de fleste datterselskaber til helt nyt selskab ejet af den føderale regering. Det nye selskab overtog også navnet og varemærket General Motors, og det "gamle" General Motors beholdt gælden og skiftede herefter navn til Motors Liquidation Company og gik herefter konkurs. Det nye General Motors drev herefter virksomheden videre lettet for den tyngende gæld.
I forbindelse med rekonstruktionen blev det overvejet at sælge de europæiske aktiviteter, Opel, Vauxhall og Saab Automobile. Der blev i september 2009 indgået en aftale med det canadiske Magna International om overdragelse af Opel/Vauxhall, men i sidste øjeblik afviste GM's bestyrelse handlen med den begrundelse, at Opel/Vauxhall var afgørende for GM's globale strategi.
Saab trådte i betalingsstandsning i februar 2009 med henblik på at finde en køber, hvilket dog ikke lykkedes, hvorfor Saab gik konkurs i 2011.
Den amerikanske stat investerede 49,5 mia. dollars i at bringe General Motors på fode igen, hvoraf staten fik de 39 milliarder retur, da staten i 2013 solgte selskabet til private investorer. Den amerikanske stat investerede yderligere 17,2 mia. $ i at redde GM's finansieringsselskab GMAC (i dag Ally Financial) og fik 19,6 mia., da selskabet senere blev privatiseret. En analyse foretaget efterfølgende viste, at regeringens redning af GM sikrede 1,2 millioner jobs og et ellers tabt skatteprovenu på 34,9 milliarder $.
Under de meget turbulente år i 2000'erne var investeringerne i nye modeller og innovation sat på et vågeblus.

### 2010'erne - i dag
Efter konkursen og etableringen af det nye GM lykkedes det virksomheden i 2010 at blive profitabel. GM havde i en periode forsøgt at finde købere til de to mærker Hummer og Saturn og lukkede mærkerne i 2010. Pontiac blev også lukket i 2010, og Saabs konkursbo solgte i 2011 aktiviteterne til Spyker Cars.
I november 2010 blev GM privatiseret og sat på børsen i den indtil da femtestørste børsnotering.
GM introducerede hybrid- og elbiler fra 2010 og frem. I 2011 genoptog GM produktionen af en mindre mellemklassebil ("subcompact car") for første gang siden 1986 med Chevrolet Sonic. Produktionen ophørte dog allerede i 2020.
I 2012 indgik Groupe PSA og General Motors en alliance, hvor GM erhvervede 7% af PSA Group. GM solgte aktierne igen i december 2013. Samme år i december meddelte GM, at salget af Chevrolet i Europa ville blive indstillet for i stedet at koncentrere sig om mærkerne Opel/Vauxhall. Den 6. marts 2017 solgte GM Opel og Vauxhall til Groupe PSA for 2,3 milliarder $.
I november 2018 offentliggjorde GM, at de ville afskedige 14.000 medarbejdere i Nordamerika (ca. 15% af arbejdsstyrken og 25% af funktionærerne) og lukke tre fabrikker, og i marts 2019 indstillede GM produktionen af elbilen Chevrolet Volt.
I januar 2020 oplyste GM, at de genintroducerede Hummer-mærket som en elbil, der skulle sælges under GMC-mærket med navnet GMC Hummer EV. Den første udgave var en pickup med over 1.000 hk og blev leveret i december 2021.
GM offentliggjorde omkring årsskiftet 2020/2021, at mere end halvdelen af virksomhedens investeringer vil blive anvendt til udvikling af elbiler, og at GM vil stoppe produktionen af køretøjer med forbrændingsmotorer i 2035 som led i planerne om at blive CO2-neutral i 2040. I januar 2021 introducerede GM et nyt bilmærke, BrightDrop, for sine fuldt elektriske køretøjer.
Eksempler på GM-modeller i 2010'erne
- 2. generation Buick LaCrosse (2010–2016)
- General Motors Sequel brevet af brændselscellemotor
- Chevrolet Captiva Sport
- Chevrolet Bolt EV fra 2016.

### Anden international historie
Ud over de europæiske aktiviteter med bl.a. Opel og Vauxhall har GM haft aktiviteter i en række andre lande og regioner. Væsentlige aktiviteter omfatter, eller har omfattet, følgende markeder:

#### Kina
GM har i dag (pr. 2013) en forholdsvis stor markedsandel i Kina. De fleste GM biler på det kinesiske marked fremstilles i Kina af Shanghai GM, et joint venture med den kinesiske bilkoncern SAIC Motor. Samarbejdet blev påbegyndt i 1997 og den første fabrik åbnede i 1998, hvor den første kinesisk byggede Buick kørte af samlebåndet. GM er også en del af SAIC-GM-Wuling Automobile (34% ejerandel), der sælger varebiler.
Buick har en stærk markedsposition i Kina, og har traditioner på markedet, da den sidste kejser i Kina, Puyi var ejer af en Buick. Cadillac-mærket blev introduceret i Kina i 2004, og GM introducerede kort efter Chevrolet i Kina.
GM har tillige et joint venture, FAW-GM, etableret i 2009 med FAW Group, der produceret mindre lastbiler. GM left the joint venture in 2019, and the Jiefang brand is now wholly owned by FAW.
SAIC-GM-Wuling har introduceret lavpris-mærket Baojun for at kunne konkurrere med lokale konkurrenter som Chery , Geely and BYD Auto.

#### Japan
GM sælger i dag sine biler i Japan gennem forhandlernettet GM Chevrolet Shop.
GM havde fra 1981 til 2008 et tæt samarbejde med Suzuki Motor Corporation. GM indgik i 1981 en aftale med Isuzu og Suziki, hvor parterne modtog aktier i hinanden; GM modtog 5% af aktierne i Suziki og forøgede senere andelen til 10% og senere 20%. Swift blev produceret i Japan og importeret til Nordamerika, hvor GM også fremstillede den næsten identiske Geo Metro. Swift blev på markederne i Sydamerika solgt under Chevrolet-mærket. Da GM fik problemer i midten af 2000'erne, blev ejerandelen i Suziki redueret til 3%, men samarbejet fortsatte. Da GM trådte i betalingsstandsning i forbindelse med finanskrisen blev ejerandelen i Suzuki afhændet.

#### Sydkorea
I oktober 2011 åbnede Sydkorea for import af amerikanske biler med en frihandelsaftale. GM ejer 77,0% af et joint venture, GM Korea, der designer og fremstiller biler solgt under Chevrolet-mærket og tidligere også Holden-mærket. I 2011 nedlagde GM Daewoo-mærket og solgte i stedet bilerne under Chevrolet-mærket.
I 2018 lukkede GM en af de sydkoreanske fabrikker som følge af, at GM trak sig ud af Europa.

#### Australien
I 1926 etablerede GM et datterselskab i Australien, der importerede, samlede og solgte GM-biler i landet. Karrosserierne blev i vidt omfang fremstillet af Holden's Motor Body Builders. Under Depressionen kollapsede Holden's Motor Body Builders og GM købte i 1931 Holden, der blev til General Motors-Holden. I 1948 blev den første fuldt australsk producerede bil, Holden 48-215.
I 2012 introducerede GM Opel som et nichemærke i Australien, men uden succes. I 2020 afviklede GM Holden-mærket. GM eksporterer en mindre mængde Chevrolet til Australien og New Zealand.

## Nuværende markedsandele
GM overtog i 1931 pladsen som verdens største bilproducent, da GM blev større end Ford. GM var de næste 77 år verdens største bilproducent og havde i perioder en markedsandel i USA på ovre 50%, indtil Toyota i 2008 overgik GM. GM har dog siden 1980'erne løbende tabt store markedsandele. I 2022 havde GM en markedsandel på 16% i USA. Andre betydelige markeder er i dag Sydamerika (13,2% markedsandel) og Kina (9,8% markedsandel medregnet salg gennem kinesiske joint ventures). GM havde tidligere store markedsandele i Europa med Opel og Vauxhall, men efter salget af disse mærker og GM's strategi med at forlade Europa i 2017, har GM helt ubetydelige markedsandele i Europa.  GM er dog fortsat blandt verdens ti største bilproducenter.
GM omsatte i 2022 for 156,74 milliarder $ (svarende til 1.112 millarder danske kroner (det samlede danske offentlige forbrug udgjorde i 2022 til sammenligning 617 milliarder DKK))

## Mærker

### GM's nuværende mærker
| Oprindelse | Mærke     | Grundlagt | Begyndt bilprod. | Del af GM | Aktive markeder i dag                                                                 |
| ---------- | --------- | --------- | ---------------- | --------- | ------------------------------------------------------------------------------------- |
| USA        | Buick     | 1899      | 1903             | 1908      | Kina, Nordamerika                                                                     |
| USA        | Cadillac  | 1902      | 1902             | 1909      | Nordamerika, Mellemøsten, Kina, Japan, Sydkorea, Europa, Kasakhstan                   |
| USA        | Chevrolet | 1911      | 1911             | 1918      | Amerika, Kina, Mellemøsten, CIS, Sydkorea, Philippinerne, Japan, Europa, Australasien |
| USA        | GMC       | 1912      | 1912             | 1919      | Nordamerika, Mellemøsten, Sydkorea                                                    |
| Kina       | Baojun    | 2010      | 2010             | 2010      | Kina                                                                                  |
| Kina       | Wuling    | 2002      | 2002             | 2002      | Kina, Indonesien                                                                      |

### GM's tidligere mærker
| Oprindelse | Brand         | Grundlagt | Begyndt bilprod. | Del af GM | Skæbne                   | Ophørt / Solgt | Noter                                      |
| ---------- | ------------- | --------- | ---------------- | --------- | ------------------------ | -------------- | ------------------------------------------ |
| CAN        | Acadian       | 1962      | 1962             | 1962      | Nedlagt                  | 1971           |                                            |
| CAN        | Asüna         | 1992      | 1992             | 1992      | Nedlagt                  | 1994           |                                            |
| CAN        | Beaumont      | 1966      | 1966             | 1966      | Nedlagt                  | 1969           |                                            |
| UK         | Bedford       | 1931      | 1931             | 1931      | Nedlagt                  | 1991           |                                            |
| USA        | Cartercar     | 1905      | 1905             | 1909      | Nedlagt                  | 1915           |                                            |
| KOR        | Daewoo        | 1972      | 1972             | 1999      | Nedlagt                  | 2011           | Videreført af GM Korea                     |
| USA        | Elmore        | 1893      | 1900             | 1912      | Nedlagt                  | 1916           |                                            |
| USA        | Geo           | 1989      | 1989             | 1989      | Nedlagt                  | 1997           |                                            |
| AUS        | Holden        | 1856      | 1908             | 1926      | Nedlagt                  | 2020           |                                            |
| USA        | Hummer        | 1992      | 1992             | 1998      | Nedlagt                  | 2010           | Mærket genoplivet i 2021 som GMC Hummer EV |
| USA        | LaSalle       | 1927      | 1927             | 1927      | Nedlagt                  | 1940           |                                            |
| UK         | Lotus         | 1948      | 1948             | 1986      | Solgt til Romano Artioli | 1993           | I dag ejet af Geely                        |
| USA        | Marquette     | 1909      | 1909             | 1909      | Nedlagt                  | 1931           |                                            |
| CAN        | McLaughlin    | 1907      | 1907             | 1918      | Nedlagt                  | 1942           |                                            |
| USA        | Oakland       | 1907      | 1907             | 1909      | Nedlagt                  | 1931           |                                            |
| USA        | Oldsmobile    | 1897      | 1897             | 1908      | Nedlagt                  | 2004           |                                            |
| GER        | Opel          | 1899      | 1899             | 1931      | Solgt til Groupe PSA     | 2017           | I dag ejet af Stellantis                   |
| CAN        | Passport      | 1987      | 1987             | 1987      | Nedlagt                  | 1991           |                                            |
| USA        | Pontiac       | 1926      | 1926             | 1926      | Nedlagt                  | 2010           |                                            |
| USA        | Rainier       | 1905      | 1905             | 1909      | Nedlagt                  | 1911           |                                            |
| USA        | Reliance      | 1903      | 1903             | 1911      | Nedlagt                  | 1912           |                                            |
| RSA        | Ranger        | 1968      | 1968             | 1968      | Nedlagt                  | 1978           |                                            |
| USA        | Rapid         | 1902      | 1902             | 1909      | Nedlagt                  | 1912           |                                            |
| SWE        | Saab          | 1945      | 1949             | 1990      | Overtaget af Spyker N.V. | 2010           | Spyker gik konkurs med mærket i 2016       |
| USA        | Saturn        | 1985      | 1990             | 1985      | Nedlagt                  | 2010           |                                            |
| USA        | Scripps-Booth | 1913      | 1913             | 1916      | Nedlagt                  | 1923           |                                            |
| USA        | Sheridan      | 1920      | 1920             | 1920      | Nedlagt                  | 1921           |                                            |
| UK         | Vauxhall      | 1903      | 1903             | 1925      | Solgt til Groupe PSA     | 2017           | I dag ejet af Stellantis                   |
| USA        | Viking        | 1929      | 1929             | 1929      | Nedlagt                  | 1930           |                                            |
| USA        | Welch         | 1901      | 1901             | 1910      | Nedlagt                  | 1911           |                                            |

### GM's logo gennem årene
Udvikling af General Motors logo gennem årene:
- 1938–1964 [147]
- "Mark of Excellence" (1964–2021) [147]
- 2001–2021 [147]
- 2010–2021 [147]
- 2021 (fremhævet) [147]
- 2021 (flad) [148]
- 2022 (ordmærke)[149]